# Marcel Stöger
Marcel Stöger (* 9. Oktober 2006) ist ein österreichischer Fußballspieler.

## Karriere

### Verein
Stöger begann seine Karriere beim ASV Neufeld. Im April 2014 wechselte er zum SC Wiener Neustadt. Zur Saison 2019/20 wechselte er zur SV Mattersburg. Ab der Saison 2020/21 spielte er in der AKA Burgenland.
Zur Saison 2023/24 wechselte er zu den Amateuren des FK Austria Wien. Sein Debüt in der Regionalliga gab er im August 2023. In seiner ersten Saison kam er zu 17 Einsätzen in der Ostliga. In der Saison 2024/25 absolvierte er acht Partien, mit den Young Violets stieg er in die 2. Liga auf.
Sein Debüt in der 2. Liga gab Stöger im August 2025, als er am ersten Spieltag der Saison 2025/26 gegen den SKN St. Pölten in der 72. Minute für Philipp Hosiner eingewechselt wurde.

### Nationalmannschaft
Stöger spielte im Juni 2023 zweimal in der österreichischen U-17-Auswahl. Zwischen Oktober 2023 und Mai 2024 kam er zu sechs Einsätzen im U-18-Team. Im Herbst 2024 kam er dreimal in der U-19-Mannschaft zum Zug.